# Allophylus apiocarpus
Allophylus apiocarpus är en kinesträdsväxtart som beskrevs av Ludwig Radlkofer. Allophylus apiocarpus ingår i släktet Allophylus och familjen kinesträdsväxter. Inga underarter finns listade i Catalogue of Life.